# Le voci della nostra infanzia
Le voci della nostra infanzia (ふるさと-JAPAN?, Furusato Japan), conosciuto anche con il titolo internazionale Japan, Our Homeland, è un film d'animazione del 2006 diretto da Akio Nishizawa.
Secondo lungometraggio del regista dopo il suo film d'esordio Nitaboh: Tsugaru Shamisen Shiso Gaibun (NITABOH 仁太坊―津軽三味線始祖外聞?) del 2004, è stato proiettato per la prima volta nel 2006 a Lione nell'ambito della 12ª edizione del Festival Cinémas et Cultures d'Asie ed è uscito nelle sale cinematografiche giapponesi nel 2007.

## Trama
Nel 1956, 31º anno del periodo Shōwa finalmente il Giappone può dirsi ormai ricostruito dopo le distruzioni causate dalla seconda guerra mondiale. In una scuola elementare di Kiba, antico sobborgo di Tokyo, una nuova insegnante spinge i suoi alunni a partecipare ad una competizione canora locale. I canti doyo (童謡?), struggenti canzoni tradizionali giapponesi per bambini, imparati e provati tutti insieme durante duri mesi di esercizio, fanno da collante per la classe e aiutano i bambini a dimenticare le privazioni del dopoguerra. A causa di una bravata perpetrata da alcuni alunni del gruppo, la scuola viene però esclusa dalla gara di canto e i bambini dovranno quindi imparare anche che cosa significhi assumersi le proprie responsabilità.

## Produzione
Il processo di produzione del film è durato quasi due anni e può essere suddiviso nei seguenti passi
- 12 dicembre 2003 - Il team di produzione si riunisce per la prima volta. Durante la riunione si progetta di raffigurare il Giappone del 1956, ispirandosi agli ultimi film di Yasujirō Ozu che spesso erano ambientati in quel periodo. Per coincidenza, il centenario della nascita di Ozu cadeva proprio in quel giorno.
- 7 e 20 febbraio 2004 - Sviluppo di alcuni dei personaggi principali.
- 20 febbraio 2004 - Incontro con il cantante Tsutomu Aragai, per il progetto del tema di apertura.
- Da fine marzo al luglio 2004 - Produzione dello storyboard. Vengono prodotti circa 1.000 disegni di storyboard per un film di 90 minuti.
- 23 e 25 luglio 2004 - Vengono effettuate le registrazioni dei doyo, le canzoni tradizionali giapponesi per bambini.
- 23 e 25 luglio 2004 - Inizio della preparazione dei cell animation. Circa 30 animatori si dedicano a disegnare a mano i 50.000 cell necessari a tradurre in film i 1.050 disegni dello storyboard.
- Aprile 2005 - Selezione dei colori per il tono della pelle e i vestiti dei personaggi, così come per il cielo e per gli altri colori del paesaggio.
- 13-15 ottobre 2005 - Processo di fotografia di tutti i cell disegnati a mano.
- 18-25 ottobre 2005 - Processo di registrazione delle musiche per il film.
- Novembre 2005 - Doppiaggio di tutte le voci dei personaggi.